# Ramón Rodríguez Diago
Ramón Rodríguez Diago (San Juan Nepomuceno, 1876 - Bogotá, 31 de marzo de 1927) fue un jurista y político colombiano.

## Biografía
Estudió derecho en el Colegio Mayor de Nuestra Señora del Rosario, en Bogotá. De vuelta a Cartagena de Indias, se desempeñó como concejal, diputado, representante a la Cámara,Fiscal del Tribunal Superior de Cartagena, gobernador de Bolívar (1914-1917), magistrado (1920-1926) y presidente de la Corte Suprema de Justicia, Procurador General de la Nación (1917-1919) y ministro de Gobierno en el gobierno de Pedro Nel Ospina, fue encargado en dos ocasiones de la presidencia de la República. Falleció siendo Ministro Plenipotenciario ante el Reino Unido.